# 丽金蛛
丽金蛛（学名：Argiope pulchella）为园蛛科金蛛属的动物。分布于泰国、印度至爪哇岛以及中国大陆的江西、云南等地。该物种的模式产地在印度。